# La corsa più pazza d'America
La corsa più pazza d'America (The Cannonball Run) è un film del 1981, diretto da Hal Needham.

## Trama
Un gruppo di piloti partecipa ad una corsa clandestina che attraversa da costa a costa gli Stati Uniti d'America. Ogni equipaggio ha la propria originale strategia per eludere la cattura da parte delle forze dell'ordine ed arrivare primo al traguardo: J.J. McClure e Victor Prinzim gareggiano con un'ambulanza con tanto di finto paziente e un medico ubriaco al seguito; Seymour Goldfarb Jr. (che spesso si identifica come Roger Moore stesso, anche al momento dell'iscrizione alla corsa) si affida invece ad accessori per la sua Aston Martin DB5 degni di 007; Jamie Blake e Morris Fenderbaum si travestono da preti e guidano una Ferrari 308 GTS; Jill Rivers e Marcie Thatcher alla guida di una Lamborghini Countach LP400 S fanno affidamento sul loro fisico mozzafiato per ingraziarsi i poliziotti; il pilota professionista Jackie Chan e il suo ingegnere usano un prototipo appositamente costruito dotato di strumentazione all'avanguardia che spesso e volentieri funziona a modo suo; uno strano sceicco partecipa con la sua Rolls-Royce, cacciandosi sempre nei guai per la sua lingua lunga. Infine, Compton e Finch, due amici ex-compagni di scuola si travestono da sposini in luna di miele, ma a causa del peso eccessivo del passeggero, la loro moto corre sulla ruota posteriore per tutto il tragitto.

## Veicoli degli equipaggi
Qui di seguito, i veicoli usati dagli equipaggi principali della pellicola:
- Aston Martin DB5 guidata da Seymour Goldfarb jr.
- Chevrolet Monte Carlo e Chevrolet Laguna dell'equipaggio Mel e Terry
- ambulanza Dodge Tradesman dell'equipaggio McClure e Prinzi
- Ferrari 308 GTS dell'equipaggio da Jamie Blake e Morris Fenderbaum
- Harley-Davidson Sportster del duo Compton e Finch
- Lamborghini Countach LP 400 dell'equipaggio Marcie Thatcher e Jill Rivers
- Subaru GL 4WD dell'equipaggio Jackie Chan e Michael Hui
- Rolls-Royce Silver Shadow guidata da Sceicco Abdul ben Falafel

## Produzione
La pellicola, come pure i suoi due "sequel", trae spunto dalla corsa nota come Cannonball Baker Sea-To-Shining-Sea Memorial Trophy Dash (chiamata anche più sinteticamente "Cannonball Run"), organizzata negli anni 70 da Steve Smith, l'editore della rivista Car and Driver, che sponsorizzò la corsa e partecipò al viaggio inaugurale fatto per verificare la possibilità che la competizione fosse possibile.
Tra i partecipanti anche il pilota professionista Dan Gurney, già vincitore della 24 ore di Le Mans, che arrivò primo nel 1972 con una Ferrari 365 Daytona. La Cannonball Run fu disputata solo 4 volte, ma ha avuto diverse imitazioni non autorizzate anche fuori dagli Stati Uniti, e nel 1999 ha ispirato una nuova corsa, la Gumball 3000, molto famosa e non competitiva (ai piloti viene chiesto di rispettare il codice dei paesi attraversati), che ogni estate si svolge su un diverso percorso.
La pellicola è una coproduzione della Golden Harvest, compagnia nata ad Hong Kong ma presente anche in varie produzioni americane degli anni 80. Il produttore Raymond Chow (noto per i film di Bruce Lee in cui faceva anche dei camei) portò nel cast la star in ascesa Jackie Chan, allora sconosciuto oltre i confini nazionali; Chan esegue nel film le sue riconoscibili acrobazie marziali nella scena della scazzottata con i motociclisti, fingendo perfino un comico strappo all'inguine dopo un doppio calcio contemporaneo a due biker.

## Distribuzione
Il film è stato distribuito nelle sale cinematografiche italiane nel mese di ottobre del 1981.

### Data di uscita
Alcune date di uscita internazionali nel corso del 1981 sono state:
- 19 giugno 1981 negli USA (The Cannonball Run)[3]
- 2 ottobre 1981 in Italia[4][5]

## Accoglienza

### Incassi
Si è classificato al 34º posto tra i primi 100 film di maggior incasso della stagione cinematografica italiana 1981-1982.

### Critica
Il film è stato accolto negativamente dalla critica dell'epoca che non ha apprezzato la superficialità globale del prodotto. Secondo queste critiche, infatti, anche se basato sul demenziale e sullo sgangherato, il prodotto dovrebbe sempre essere curato nei minimi dettagli, proprio come fatto in altri casi simili tipo The Blues Brothers e L'aereo più pazzo del mondo. Viene apprezzato il corposo cast anche se, tra tutti, l'unica nota di merito viene attribuita a Dom DeLuise e al suo Capitan Caos.

## Sequel
- La corsa più pazza d'America n. 2 (The Cannonball Run II), regia di Hal Needham (1984)
- La corsa più pazza del mondo 2 (Speed Zone!), regia di Jim Drake (1989) - questa pellicola, nonostante il fuorviante titolo italiano, è considerata come il terzo film della serie e in alcune edizioni è stata distribuita come "The Cannonball Run III: Speed Zone".[8]